# Gypsophila szovitsii
Gypsophila szovitsii là loài thực vật có hoa thuộc họ Cẩm chướng. Loài này được Fisch. & C.A.Mey. ex Fenzl mô tả khoa học đầu tiên năm 1842.